# Dżudajdat al-Asi
Dżudajdat al-Asi – miejscowość w Syrii, w muhafazie Hims. W 2004 roku liczyła 1419 mieszkańców.